# Caccamo
Caccamo é uma comuna italiana da região da Sicília, província de Palermo, com cerca de 8.526 habitantes. Estende-se por uma área de 187 km², tendo uma densidade populacional de 46 hab/km². Faz fronteira com Alia, Aliminusa, Baucina, Casteldaccia, Ciminna, Montemaggiore Belsito, Roccapalumba, Sciara, Sclafani Bagni, Termini Imerese, Trabia, Ventimiglia di Sicilia, Vicari.

## Demografia
| Variação demográfica do município entre 1861 e 2011                               |
|                                                                                   |
| Fonte: Istituto Nazionale di Statistica (ISTAT) - Elaboração gráfica da Wikipedia |